# Labena lachryma
Labena lachryma là một loài tò vò trong họ Ichneumonidae.